# Vi möts och vi skiljs
Vi möts och vi skiljs är en amerikansk dramafilm från 1946, regisserad av Curtis Bernhardt. Filmen bygger på romanen Instruct My Sorrows från 1942, författad av pseudonymen Clare Jaynes. Filmen färdigställdes redan 1944, men premiären dröjde fram till 1946. Barbara Stanwyck gör filmens huvudroll, en nybliven änka som trotsar samhällets konventioner genom att snabbt inleda en relation med en ny man, spelad av George Brent.

## Rollista
- Barbara Stanwyck - Jessica Drummond
- George Brent - Scott Landis
- Warner Anderson - Frank Everett
- Lucile Watson - Mary Kimball
- John Ridgely - Cary Abbott
- Eve Arden - Ginna Abbott
- Jerome Cowan - George Van Orman
- Esther Dale - Anna
- Scotty Beckett - Kim Drummond
- Cecil Cunningham - Mrs. Stella Thompson